# Konversation i en park
Konversation i en park (engelska: Conversation in a Park) är en oljemålning av den engelske konstnären Thomas Gainsborough. Den målades 1746 och ingår sedan 1952 i Louvrens samlingar i Paris. 
Konversation i en park målades samma år som han gifte sig med Margaret Burr, illegitim dotter till Henry Scudamore, 3:e hertig av Beaufort. Möjligen är de två som porträtteras i målningen som är en av hans tidigaste verk; han var omkring 19 år när den utfördes. Gainsborough influerades vid denna tid av franskt rokokomåleri och i synnerhet Claude Lorrain och Antoine Watteau. Motivet är ganska typiskt för konstnären: eleganta och förfinade porträtt där modellerna placeras mot en landskapsfond.

## Relaterade målningar

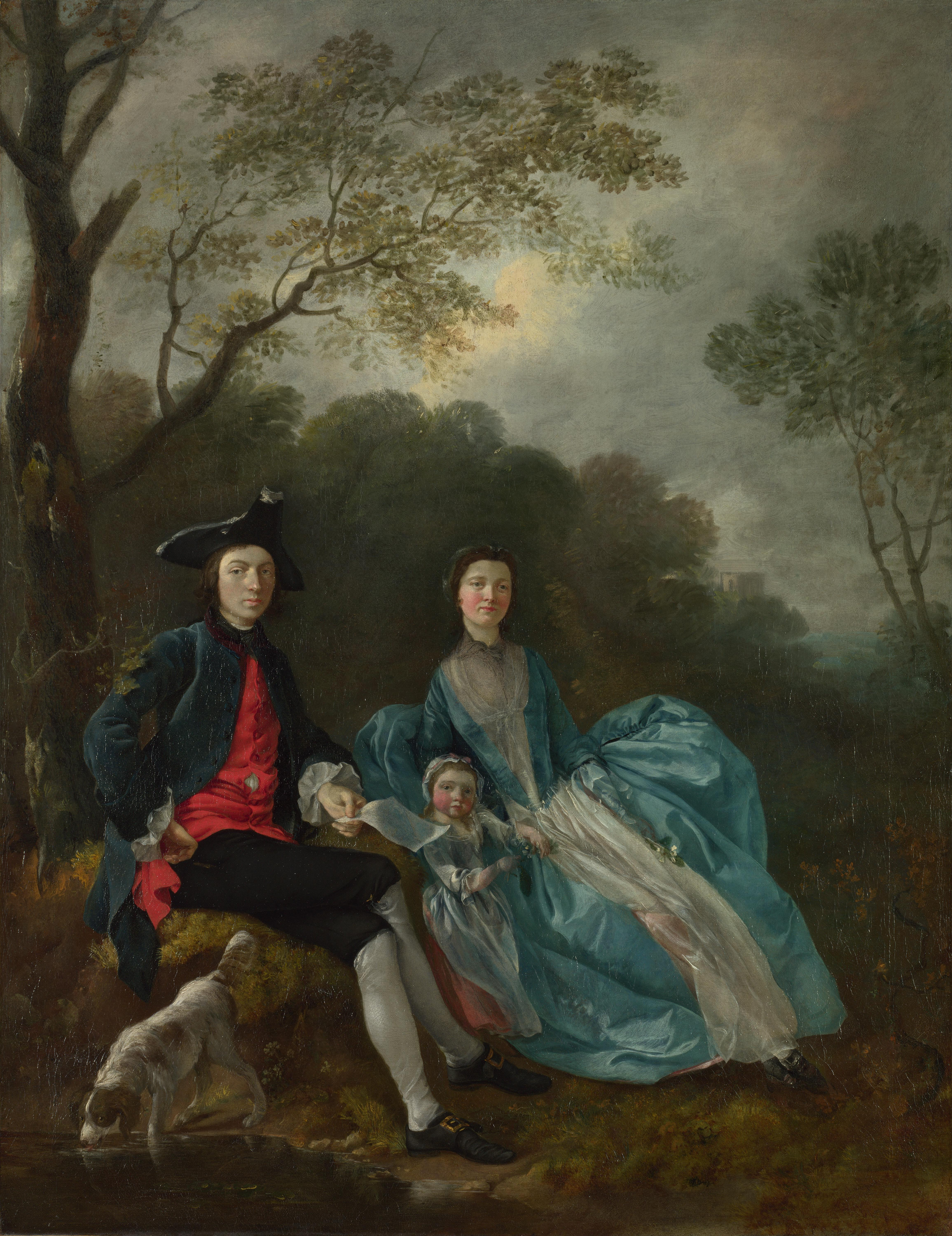
Gainsboroughs Porträtt av konstnären och hans hustru och dotter på National Gallery från 1748. Den avbildade flickan är parets första dotter Mary som dog strax därefter, omkring 18 månader gammal.